# Famille du Breil de Pontbriand
La famille du Breil de Pontbriand est une famille subsistante de la noblesse française, d'extraction chevaleresque, originaire de Bretagne. Sa filiation est suivie depuis 1399, et elle fut titrée comte en 1650.

## Origines
Il a existé, dans les différentes parties de la Bretagne ainsi qu'en Anjou, plusieurs familles du Breil, dont certaines portaient des armoiries proches qui pourraient les laisser penser apparentées. Il est difficile de savoir auxquelles d'entre elles on doit éventuellement rattacher différents personnages de ce nom trouvés en Bretagne au cours du Moyen Âge.
Guillaume du Breil aurait été sénéchal de Bretagne en 1122. Rodolphe du Breil est cité avec ses fils dans des chartes de l'abbaye de La Vieuville du XIIe siècle. Mathieu du Breil, chevalier, est cité dans une charte de la même abbaye de 1177. Son fils, Guillaume du Breil, figure dans diverses chartes (de 1227 à 1235) de l'abbaye de Saint-Aubin-des-Bois, en Plédéliac avec la qualification de sénéchal de Penthièvre. Il aurait été du nombre des officiers de Pierre de Dreux, duc de Bretagne, qui, en 1233, pénétrèrent par force dans la ville de Dol et y brulèrent les portes et les fenêtres du palais épiscopal. Plus tard, en 1249, il se croisa avec Pierre de Dreux en réparation de ses sévices[réf. nécessaire].

## Histoire
La filiation de la famille du Breil est prouvée et suivie depuis Roland du Breil, seigneur de Chalonge, marié avant 1399 à Olive du Chastel.
La famille du Breil fut maintenue noble en 1668 à Rennes.[réf. nécessaire]
Cette famille a formé de nombreuses branches : de Landal, de Rays, de Chalonge, de Pontbriand, de La Caunelaye, de Marzan.
La famille du Breil a fourni dans ses diverses branches des officiers généraux, des sénéchaux de Rennes, des présidents et des conseillers au Parlement de Bretagne, des chambellans et des pages des ducs de Bretagne, des gentilshommes ordinaires de la Chambre des Rois de France, quatorze chevaliers de Saint-Michel depuis 1562, un évêque de Québec, des conseillers d'États, des ambassadeurs, des députés, des sénateurs, des conseillers généraux, des maires, etc.
La famille du Breil de Pontbriand a été admise à l'ANF en 1938. Elle comptait 91 porteurs masculins vivants en 2007 selon Régis Valette.

## Personnalités

### Branche de Chalonge
- Olivier du Breil, seigneur de Chalonge, conseiller des ducs de Bretagne, procureur général de Bretagne en 1442, ambassadeur près du Saint-Siège, près du roi de France et près du roi d'Angleterre, mort sénéchal de Bretagne en 1479.
- Charles du Breil (frère du précédent), procureur du duc de Bretagne à Dinan.
- Roland du Breil (frère des deux précédents), seigneur de Rays et de La Villebonne, président au parlement de Toulouse, puis au parlement de Bordeaux et enfin au parlement de Bretagne, ambassadeur en France, puis premier président au parlement de Bretagne.

### Branche de Rays
- Julien du Breil, seigneur de Rays, gentilhomme de la chambre du roi en 1576, mestre de camp d'infanterie, gouverneur du Mont-Saint-Michel pour la Ligue catholique en 1591, chevalier de Saint-Michel.
- François du Breil, seigneur de Rays, chevalier de Saint-Michel, gentilhomme ordinaire de la chambre du roi en 1593.
- Charles Gabriel du Breil du Rays, né le 3 novembre 1778 à Pommerit-le-Vicomte (Côtes-du-Nord), décédé le 2 août 1838 à Bannalec, comte de Rays, fils d'Anne Josèphe de Tinténiac et de Guillaume Bonaventure du Breil du Rays. C'est lui qui fit détruire en 1828 le château féodal de Quimerch en Bannalec. C'est le  père de l'aventurier Charles Bonaventure Marie du Breil de Rays.

#### Port-Breton
Le plus tristement célèbre personnage de la famille du Breil est Charles Bonaventure du Breil de Rays (1832-1893). Il est l'organisateur d'une grande expédition, connue sous le nom de Colonie libre de Nouvelle-France, destinée à coloniser la terre sauvage de Port-Breton en Océanie, se prétendant "Charles Ier, roi d'Océanie". Environ 3 000 colons, alléchés par une habile publicité, y ont laissé leur fortune et pour beaucoup leur vie. Cette aventure a fait l'objet du roman d'Alphonse Daudet intitulé Port-Tarascon.

### Branche des Ormeaux
- François du Breil, baron des Ormeaux, mestre de camp d'infanterie, conseiller d'État, gentilhomme de la Chambre du roi, chevalier du Saint-Esprit et de Saint-Michel en 1568.
- Guillaume du Breil, seigneur des Ormeaux, capitaine d'une compagnie de gens à pied en 1606.

### Branche de Landal
- Olivier du Breil (1752- ), seigneur de Landal, officier d'infanterie, chevalier de l'Ordre de Saint-Louis. Il fut signataire de la Protestation de la noblesse de Bretagne de 1788.

### Autres branches
- Olivier du Breil, seigneur de La Villemanouel, compagnon de Jacques Cartier, il mourut en 1542 durant un de ses voyages.
- François du Breil (décédé en 1576), mestre de camp d'infanterie, chevalier du Saint-Esprit et de Saint-Michel, gouverneur de Saint-Lô.
- Jean du Breil, dit le capitaine La Touche, maréchal de camp.
- Julien du Breil (marié en 1551), chevalier de Saint-Michel.

### Branche du Breil de Pontbriand
- Jean du Breil, seigneur de Pontbriand et du Pin, commissaire du ban et de l'arrière-ban de la noblesse du diocèse de Saint-Malo en 1587, puis maréchal de camp, assiégé pendant 21 jours par les ligueurs en 1590 dans son château de Pontbriand, paroisse de Pleurtuit.
- René du Breil (1575-1664), seigneur de Pontbriand en Pleurtuit (Ille-et-Vilaine), capitaine général garde-côte de la capitainerie de Pontbriand, homme d'armes de la compagnie du duc de Vendôme, gouverneur de Bretagne, en 1611. Il est chevalier de l'Ordre de Saint-Michel en 1635 et créé comte de Pontbriand en décembre 1650[6].
- Tanneguy du Breil (1612-1667), comte de Pontbriand, capitaine au régiment Royal-vaisseaux en 1632, capitaine d'une compagnie de cent hommes de pied, sous le duc d'Epernon, en 1636. Il prend part au combat naval livré contre les Espagnols, devant Gênes. En 1642, il est capitaine général garde-côte de la capitainerie de Pontbriand. En 1654, il arme deux frégates à ses frais, pour le service du roi. Il est nommé chevalier de Saint-Michel en 1640. Il est nommé en fin de carrière, maitre d'hôtel du roi, gentilhomme ordinaire de sa chambre, conseiller d'État, puis grand Prévôt de Bretagne en 1658.

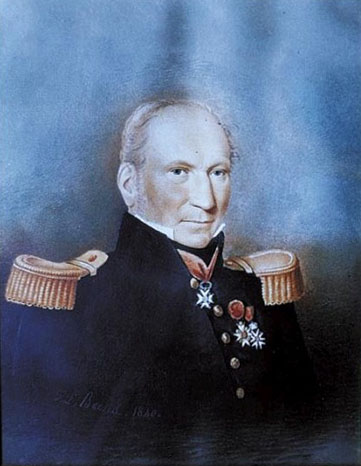
Toussaint du Breil de Pontbriand (1840), Saint-Lormel, manoir de la Ville-Robert.

- François Louis Mathurin du Breil de Pontbriand (1688- ), page du roi en 1705, officier de Marine, capitaine général garde-côte de la capitainerie de Pontbriand.
- Henri-Marie du Breil de Pontbriand, né en 1709, évêque de Québec.
- Joseph Victor du Breil de Pontbriand (1724-1784), page du prince de Condé, capitaine au régiment de Lorraine cavalerie, chevalier de l'Ordre de Saint-Louis.
- Augustin Marie Joseph Prosper du Breil (1772-1854), comte de Pontbriand, émigré sous la Révolution, officier de l'armée de Condé, chevalier de l'Ordre de Saint-Louis.
- Louis Marie Victor du Breil de Pontbriand (1774-1836), émigré, officier à l'Armée des Princes, chevalier de l'Ordre de Saint-Louis.
- Toussaint du Breil de Pontbriand (1776-1844), officier chouan. Colonel de la légion des Côtes-du-Nord (qui deviendra le 12e régiment d'infanterie), commandeur de l'Ordre de Saint Ferdinand, chevalier de l'ordre de Saint-Louis et de la Légion d'honneur, sous la Restauration.
- Marie-Ange du Breil de Pontbriand (1777-1832), chouan, conseiller général des Côtes du Nord de 1816 à 1830.
- Fernand-Marie-René du Breil de Pontbriand (1848-1916), sénateur et conseiller général de la Loire-Inférieure.
- André Aristide Fernand Marie du Breuil de Pontbriand, chevalier de la Légion d'honneur, enseigne de vaisseau[7].
- Olivier Marie François Joseph du Breil de Pontbriand (1865- ), capitaine au 15e dragons en 1911, chevalier de la Légion d'honneur, officier du Nichan Iftikhar.
- Bernard François Alphonse du Breuil de Pontbriand, chevalier de la Légion d'honneur, lieutenant au 2e régiment de cuirassiers[8].
- Michel du Breil de Pontbriand (1911-2000), résistant, déporté à Auschwitz, Buchenwald et Flössenburg, sénateur de la Loire-Atlantique. Officier de la Légion d'honneur.

## Possessions
- Château de Clivoy (Chailland)
- Château de Landal
- Château de la Haie-Besnou
- Château de Crévy
- Château des Vaults (Savennières)
- Château de la Motte-Olivet (Pleslin-Trigavou)[réf. nécessaire].

Ses seigneuries étaient les suivantes : Le Bois de La Roche, Binio, Chalonge, Rays (érigée en comté par lettres patentes de 1680), Villebonne, La Villemanouel, La Caunelaye, Landal, Pontbriand (érigée en châtellenie en 1598, puis en comté en 1650), Marzan, Les Ormeaux (érigée en baronnie en 1575), La Puselinais, Plumaugat, Ville-Julienne, Le Pinet, Gouillon, Saint-Buc[réf. nécessaire].

## Armoiries
- Supports : deux aigles
- Cimier : une tête d'aigle

Blason de la famille du Breil de Pontbriand

- Devise principale : Parcere subjectis et debellare superbos
- Autre devise : Spes Mea Deus

## Alliances
Les principales alliances de la famille du Breil de Pontbriand sont : de Guemedeuc, Bernard de Monterfil, de Saint-Gilles, du Plessis de Grenédan (1769), Picquet du Boisguy, de Bonchamps, de Seré, Guillotou de Kerever, de La Forest de Lesnouën (1835), de Roquefeuil (1864), Le Mintier de Léhélec (1899), de Poulpiquet du Halgouët (1905), Collin de La Bellière, de Moncuit de Boiscuillé, Chicoyneau de Lavalette du Coëtlosquet (1923), de Quatrebarbes (1946), de Noblet d'Anglure, de Chalvet de Rochemonteix, Bazin de Jessey (1973), de Goësbriand (1980), de Bauffremont (1998), de Marin de Montmarin, de Tarade de Corbeilles (2009), de Trogoff du Boisguézennec, d'Espalungue d'Arros.